# Rieux-Minervois
Rieux-Minervois – miejscowość i gmina we Francji, w regionie Oksytania, w departamencie Aude. Przez miejscowość przepływa rzeka Argent-Double. 
Według danych na rok 1990 gminę zamieszkiwało 1868 osób, a gęstość zaludnienia wynosiła 88 osób/km² (wśród 1545 gmin Langwedocji-Roussillon Rieux-Minervois plasuje się na 205. miejscu pod względem liczby ludności, natomiast pod względem powierzchni na miejscu 349.).

## Zabytki
Zabytki w miejscowości posiadające status Monument historique:
- zamek w Rieux-Minervois (Château de Rieux-Minervois)
- kościół Notre-Dame-de-l'Assomption (Église Notre-Dame-de-l'Assomption)
- silo